# Movimento absoluto
A teoria do movimento absoluto é considerada, na física moderna, como um modelo ideal. Trata do movimento de um corpo com relação a um sistema de referência em estado de repouso. 